# Копрей
Копрей (дав.-гр. Κοπρεύς) — персонаж давньогрецької міфології, син Пелопа і Гіпподамії, онук Тантала, правнук Зевса, батько Періфета. Утік з Еліди, де вбив Іфіта. Еврісфей здійснив над ним обряд очищення і прийняв його до себе на службу вісником. Через нього Еврісфей передавав Гераклу завдання, які той виконав як 12 подвигів. Убитий афінянами під час спроби захопити Гераклідів. Його сина Періфета вбив під час Троянської війни троянський герой Гектор.
Є персонажем трагедії Евріпіда «Геракліди».